# Anna Marie Uherská
Anna Marie Uherská (maďarsky Anna Mária, bulharsky Анна-Мария Унгарска; 1204–1237) byla bulharská carevna z dynastie Arpádovců.
Narodila se jako dcera uherského krále Ondřeje II. a Gertrudy, dcery meránského vévody Bertolda IV. z Andechsu. Annina matka byla roku 1213 domácí šlechtou zavražděna. Roku 1218 se Ondřej při návratu z kruciáty vykoupil ze zajetí bulharského cara Ivana Asena II. příslibem míru a také sňatku s některou ze svých dcer. Po získání souhlasu papeže a patriarchy se v lednu 1221 konala svatba. Anna přijala pravoslaví a nové jméno Marie. Zemřela společně se synem Petrem během epidemie moru roku 1237 a byla pohřbena v kostele Čtyřiceti mučedníků ve Velikom Tarnovu.
| Bulharská carevna               | Bulharská carevna            | Bulharská carevna        |
| ------------------------------- | ---------------------------- | ------------------------ |
| Předchůdce: Alžběta z Courtenay | 1221–1237 Anna Marie Uherská | Nástupce: Irena Angelina |